# Taningia danae
Taningia danae er en tiarmet blæksprutte med bioluminescens, der viser sig som lysglimt. Den har ingen sugekopper, men derimod kroge. Taningia danae er fanget i eksemplarer på op til 2 meters længde og 61 kg. Et eksemplar ud for Spanien vejede dog ca. 135 kg. Den er blevet fundet eller fanget overalt på dybere vand. 

## Navn
Navnet Taningia danae fik arten efter den danske biolog Aage Vedel Tåning (1890-1958). Han fangede blæksprutten med det danske forskningsskib Dana.

## Arme forsvinder
Taningia danae har som ung ti arme, men som voksen kan to af armene forsvinde. Derfor blev den oprindeligt opfattet som en ottearmet blæksprutte.

## Lysglimt
Indtil 2005 blev Taningia danae antaget for at være langsom. I 2005 blev den optaget på video i sine naturlige omgivelser og her er den relativt hurtig med en hastighed på op til 2,5 m/s (ca. 9 km/t). Herudover overraskede den forskerne med blændende lysglimt i angrebsøjeblikket.